# Parvisquama sumatrana
Parvisquama sumatrana är en tvåvingeart som först beskrevs av Malloch 1935.  Parvisquama sumatrana ingår i släktet Parvisquama och familjen husflugor. Inga underarter finns listade i Catalogue of Life.